# 제주지방항공청
제주지방항공청(濟州地方航空廳, Jeju Regional Offie of Aviation, 약칭: JROA)는 대한민국 국토교통부의 소속기관이다. 2015년 1월 6일 발족하였으며, 제주특별자치도 제주시 공항로 2에 위치하고 있다. 청장은 부이사관·서기관 또는 기술서기관으로 보한다.

## 직무
- 공항운영에 관한 조정·통제업무
- 항공기 관제 및 공역관리
- 항공정보 제공 및 항공통신업무
- 항공기 안전운항 및 안전성 확인
- 공항건설 및 항행안전시설의 설치
- 관할 공역 내 항공교통업무 안전관리시스템(SMS)의 수립·시행
- 사설공항 설치 허가 및 항공기소음대책의 수립
- 공항보안관리
- 공항재산관리
- 한국공항공사 및 인천국제공항공사의 공항 관리·운영
- 공항시설 및 주변지역의 민간투자사업 사업시행자의 지정·시행 및 운영
- 공항시설의 건설·운영 및 관리 등
- 「공항시설법」 제5조에 의한 기술심의위원회의 구성 및 운영
- 인천국제공항 건설사업의 사업시행자 지정
- 인천국제공항 건설사업에 대한 실시계획의 협의·승인, 준공확인 및 보고·검사 등
- 인천국제공항 건설사업에 대한 용지보상 및 어업권 피해보상
- 공항 및 배후지의 자유무역지역 건설 및 운영 등

## 연혁
- 1985년 9월 1일: 부산지방항공관리국에 제주항공관리사무소를 설치.
- 2015년 1월 6일: 국토교통부 소속 제주지방항공청으로 개편.[1]

## 관할구역
- 제주특별자치도

## 조직

### 청장
- 운영지원과[2]
- 안전운항과[3]
- 항공관제과[3]
- 항공시설과[4]